# Историја српске медицине пре Немањића
Историја српске медицине пре Немањића је хронлошки приказ развојног периода медицине од доласка Срба (заједно са осталим словенским племенима) на Балкан у 7. веку, до доласка Стефана Немање на власт, у седмој деценији 12. века. За разумевање развоја медицине у овом периоду српске историје веома је битно навести да је она настала у посебном менталног склопу једне епохе, који је имао битну улогу на човеков однос према породици и пространству које га окружује. Пре примања хришћанства, вера Срба била је паганска, многобожачка, инспирисана природом и усредсређена на природу. Срби нису имали храмове за своје богове нити богослужења, а према претпоставкам својим боговима и богињама подносили су неку врсту молитава, које су биле јако кратке и лаке за памћење.
Док су Срби (Словени) били пагани није постојала прека потреба за писменошћу, јер су њихова племена била раштркана и подељена по многим областима, и прво нису имала сопствену државу, а потом и кад су је створили прва српаска држава под династијом Властимировићи се распала. Тако за народну медицину овог периода можемо рећи да је била саставни део средњовековне и нововековне културе усменога духовног стварања, културе памћења и преношења, култура усмених законика и медицинских зборника. У таквим условима постојали су неки облици културе па и „паганске медицине“, која је могла да опстане без писмености, али за развој цивилизације обогаћење културе, образовања, медицине, науке, писменост је била неопходна.
Урбани простор градова био је скучен, дефинисан градским бедемима. Када су у сумрак затваране капије, градови су остајали изоловани од спољног света. Таква организација живота ограничавале је потребне предуслове за „долазак“ искустава и сазнања (па и медицине) са стране или из непосредног окружења (Грчке, Античког Рима, Југа Африке...). У таквим условима једини начин на који су српска племена опажала и доживљава природу био је обликован искуством на основу посматрања. Њихов „свет“ је био подељен на „домаћи свет“ и „свет дивљине“. „Домаћи свет“ се завршавао на међи села или зидина града и био је под заштитом домаћих божанстава и духова, а изван те међе настајала је „дивљина“. Осим општих виђења света, у том периоду ретка су сведочанства о личном доживљају природе. Дивљина је представљала изазов, па су се тек са прихватањем хришћанства, Србин (Словени) осмелили да крену у истраживање „тог свет“.
Из српских земаља ретко се и путовало у удаљеније области оновременог света, све до 11. века. У том смислу све масовније оснивање манастира и пустињско монаштво могло би се посматрати као победа над дивљином. Пустињско монаштво је проистекло из потребе за личним духовним трагањима и индивидуалном спознајом Бога, али је водило у потпуну изолацију од осталог света. Међу првим већим српским путницима који су кренули у истраживање тог света били су српски владари калуђери, али и први трговци који су добар део живота проводили на путу, и са собом доносили одређена сазнања, па и медицинска из „спољњег света“.

## Општа историја
Као и остала Словенска племена, Срби су дошли на Балканско полуострво за време велике сеобе народа, током 6. и 7. века, о чему најраније систематизоване податке налазимо у списима византијског цара Константина VII Порфирогенита у 10. веку. По њему Срби су у 7. вијеку населили пространу територију: Рашку, Дукљу, Босну, Травунију, Захумље и Паганију.
Јављање чвршћих државних организација код Срба је тек у 9. вијеку, па постоје и теорију о каснијем досељавању Срба, који су били војно напреднији од раније досељених словенских сродника. Неповољан географски положај српских земаља отежавао је њихово обједињавање. Најсевернија приморска област коју су населили Срби била је Паганија од Цетине до Неретве са острвима Хвар, Брач, Корчула и Мљет.
Од Неретве до Дубровника простирало се Захумље, док се од Дубровника до Бока которске простирала Травунија са Конављем, док је најјужнија област насељена Србима Дукља од Котора до Бојане.
Средином 9. века, формирано је јако државно средиште у тадашњој Србији под кнезом Властимиром из династије Властимировићи, који је током трогодишњег рата успео да одбије бугарске нападе. Почетком осме деценије 9. века, током владавине његових потомака, Срби су примили хришћанство. Сматра се да су Властимировићи примили хришћанство између 870. и 874. године, пошто се рачуна да су у том периоду рођени први српски принчеви са хришћанским именима, најмлађи Мутимиров син Стефан и Гојников син Петар. У исто време византијски цар Василије I Македонац (867—886) активно је радио на ширењу византијског утицаја и хришћанства међу балканским Словенима.
Током владавине бугарског владара Симеона I Срби су се активно укључили у византијско-бугарски сукоб. Последњи Властимировић, кнез Часлав је уз помоћ и подршку Византије обновио и ојачао српску државу, тако да је она могла да парира тадашњем Првом бугарском царству. После Часлављеве смрти, Србија се распала, а кнежевине које су је чиниле ушле су у састав Самуиловог царства.
Нови државни центар створен је у првој половини 11. века у Дукљи (Зети), под кнезом Стефаном Војиславом који је у бици код Бара 1042. године до ногу потукао Византинце и изборио независност своје државе. Његов син Михаило, постао је 1077. године први српски краљ, док је под његовим унуком Константином Бодином, остварена црквена аутокефалност стварањем Барске надбискупије.
После Бодинове смрти, Зету су захватиле унутрашње борбе око власти, а примат у борби против Византије преузела је Рашка, на челу са великим жупаном Вуканом. Прву половину 12. века карактеришу покушаји рашких жупана да уз помоћ Мађара прошире своју област и стекну независност од Византије. Доласком на власт Стефана Немање након династичких борби у Рашкој између 1166. и 1168. године, почиње нова епоха српске историје.
Током овог периода Срби су примили хришћанство и почела је да се развија писменост међу њима, што ће довести до стварања српскословенског језика, као битног елемента развоја културе, научне мисли па и медицине.
| „ | За Србе, јужне и источне Словене писменост је настала када су Кирило (822-869) и његов брат Методије (око 815-885) изумели прву словенску азбуку потребну за њихов мисонарски рад у Моравији. Обзиром на то да је Моравија била под јурисдикцијом Рима и да грчки мисионари нису били добродошли на територије те јурисдикције, азбука коју су изумели Кирило и Методије морала је бити глагољица која нема сличности са грчким словима. Касније су ученици Кирила и Методија, Климент и можда Наум, изумели ћирилицу. | ” |

Развојем писмености, постало је могуће да се појединци међу Србима, као они који памте, пишу и изговарају, раздвоје и евидентирају за будуће генерације оно што се упамтило, што је омогућило једну дистанцу, отклон од усмене традиције и могућност преиспитивања наслеђа. Ширењем писмености ширило се опште образовање, и стварао и учвршћивао осећај припадности словенској нацији.
Међутим писменост је била ограничена на мали број Срба, јер није било довољно учитеља, а рукописи субили писани на пергаменту, нису били лако доступни народу. Материјал за писање је био скуп, а писање руком захтевало је доста времена. Због тога су рукописи били доступни првенствено манастирима и црквама и појединим богатим племићима, али не и народу, па не изненађује чињаница да ће и много векова каснија велики број Срба бити неписмен и необразован.

## Појавни облици медицине у преднемањићком периоду
Подаци о медицинским знањима старих Словена, пре и непосредно после њиховог доласка на Балкан су непотпуна и непоуздана, због недостатака историјских извора. Материјални трагови који постоје, према, писању историчара медицине Реље Катића односе се углавном на веровања о узроцима болести и о коришћењу гатања у лечењу.
По извештајима цара Маврикија (582-602): Словени су по досељењу на Балкан знали за припремање биљних отрова за стреле, а по налазима из некрополе у Бајиној Башти и за хируршке интервенције, на пример, за трепанацију лобање (или отварање лобање које се сматра једном од најстаријих познатих хируршких интервенција, ради одстрањивањан гнојне или крвне скупине, комадића костију или страних тела.
По доласку на Балканско полуострво Српска племена су била раштркана и подељена по многим областима јер прво нису имала сопствену државу, а потом се и прва српаска држава под династијом Властимировићи распала. У таквој организацији живота нису постојали потребни предуслови за „долазак“ медицине са стране или из непосредног окружења (Грчке, Античког Рима, Југа Африке...).
Становништво су у том периоду лечили народни лекари, самоука лица, лаици (међу којима је било и варалица). Спас за своје болести и болести својих најближих тражен је у враџбинама, молитвама, остацима паганских ритуала и евентуално у „лекарушама“.
Оно што се сигурно зна, је чињеница да су стари Словени прихватили многе обичаје и начин живота староседелаца Балканског полуострва, посебно у оним областима где су постојали прописи о комуналној хигијени (Котор, Будва, Домавиа), као и прописи о уређењу кланица, исправности водовода, чистоће у граду што је наслеђено из периода доминације Римљана. Ово се посебно односило на медицинску епидемиологију и њеног дела о превенцији ширења заразних болести, у чему је посебно предњачио Антички Рим.
Под утицајем Византије, догодила се важна промена у српском народу, која ће имати један од прворазредних значаја у његовој будућности: крајем 11. века, када почиње процес напуштања паганства и примање хришћанства као званичне вере, а са њом и прихватање културних и медицинских тековина Византијске цивилизације. Тада српска медицина као и њена култура потпада под оне источноевропске или византијске цивилизације које дуго, све до пропасти византијске државе нису делиле судбину медицине на Западу, па нису могле ни имати етапе у развоју аналогне онима у немачкој, француској, енглеској или италијанској средини, иако се многим историчарима медицине ове чињенице не свиђају и покушавају да их оспоре, везујући српску медицину и за Исток и за Запад.
Све до оснивања јединствене српске државе, 1166. године, од стране великог жупан Стефана Немање и њеног јачања за време краља Милутина и цара Душана, медицина је равноправно заузимала своје место у општем кретању промена у друшту, доживљавајући, заједно са њим, своје успоне и падове.
Српска медицина у преднемањићком периоду, иако није имала својих школованих кадрова, користећи се достигнућима староседелаца Балканског полуострва и уз уважавање најауторитативнијих средњовековних прегалаца Византије, пружила свој максимум у здравственој заштити српских племена. У том периоду медицина је била мешавина магијске, анимистичке, теургијске и народне медицина.

### Магијска медицина
Прве зачетке традиционалне медицине код Срба налазимо у магијској медицини. Магијска медицина била је веома раширена и у српским земљама, а неки њени елементи задржали су се све до данашњих дана. Према њеним схватањима, изазивачи обољења код људи и животиња су зли духови који могу да се уклоне посредством добрих духова наклоњених човеку. У том циљу, биле су потребне мистичне радње како би се удаљили зли духовови од човека јер је тек након њиховог одстрањивања могло настати болесниково оздрављење. Отуда су магијски обреди, састављени из мистичних радњи и праћени изговарањем тајанствених речи, били саставни део лечења у апокрифној верској медицини.
Овај облик лечења био је заснован на магији – чаролији, враџбинама, вештини потчињавања вољи тајанствених сила природе, духова и демона, или веровању да човек својим речима и чинима може утицати на ток природних догађаја, па тако и на ток болести и заштиту од њих. За лечење магијским обредима, коришћене су многе мистичне радње, које је пратило изговарањем тајанствених речи.
| „ | Тако, на пример, код лечења од уједа змије најпре је уливана вода у нови лонац и над њим је читана молитва, па су затим вршени покрети ножем уз петоструко изговарање следећих разумљивих и неразумљивих речи: „еврисен, еврисен, потиано, кетисера, поропрокети, порометато, саваот, да вскрснет бог и разидут се врази јего и да бежат от лица јего ненавидештије јего”. Осим речи словенског порекла, наше магијске формуле садржавале су, поред разумљивих, и неразумљиве речи источног порекла – грчке, персијске и јеврејске – док је њихова садржина у већини случајева била нелогична. | ” |

Гатање које је имало магијски карактер, много је коришћено за оздрављење болесника, и заштиту од болести. У ову сврху служили су списи као: Рожданик, Трепетник, Громовник, Лунак, а најстарије познати списи потичу из 13. века и садржи упутства за гатање. Поред упутства садрже и кључ за гатање у облику крста. Гатало се понекад и из погрешних побуда да здрава особа оболи или да се болесном погорша стање.

### Анимистичка медицина
На веровању да нека невидљива духовна бића, аниме (анима – душа, дух), утичу на судбину човека па тако и на његов живот, здравље и болест, заснивала се анимална медицина. Анимизам је у овом периоду српске историје основа објашњења и схватања етиопатогенезе многих стања и болести у човековом организму. Истовремено, њима нису били непознати ни поједини рационални узрочници болести, као што су, на пример, тровање, повреде, неправилна исхрана, метеоролошки узроци. Ипак, Словени су били више наклоњени веровању како су најчешћи узрочници болести заправо магичне природе, и да је основ животних појава душа, односно дах, а носиоци животне снаге су сокови, посебно крв.
Шта је то анимизам?
Анимизам (лат. animus), је схватање да поред видљивих облика, предмета и бића постоје и невидљиви, односно добри и зли духови, који могу да улазе и излазе из њих. Према Тејлору (Sir Edward Burnett Tylor, 1832 – 1917), класичан анимизам се састоји од приписивања свесног живота природним предметима или појавама и традиционално је приписутан у малим, примитивним друштвима (каква су била и српска племена по доласку на Балкан), али и у свим главним светским религијама.
| „ | Према Ерику Диркему (Елементарни облици религијског живота), како су људи још од давнина настојали објаснити појаве и промене тих појава у њиховој околини и тиме свет око њих, чије природне токове нису могли разумом обухватити нити научно објаснити барем они су их сместили под окриље религије која би те нејасноће учинила иоле прихватљивијима за људе какви су били унутар првобитних заједница. | ” |

На основу наведеног и поткрепљеног објашњењем Диркеа, може се сматрати да је анимизам најпростији облик религијског живота, који се не може објаснити посредством других религијских система, карактеристичног за првобитне, примитивне људске заједнице.
Српски народ, као и већина малих народа у том периоду друштвеног развоја, био је читавом својом псхичком структуром окренут ка анимистичко гледању и расуђивању свих природних појава око себе. У том и таквом гледању и расуђивању налазило најбољи и најприхватљивији ослонац за откривање узорка болести и пронажење метода успешног лечења. Како су Срби у том периоду били још потпуно у оковима анимистицког сватања, они су у тим болестима гледали некакве више тајанствене силе (демоне), који вршљају по његовој унутрашњости и проузрокују бројне тегобе и болести
Како окован начелима анимизма, човек није разликовао саму болест и њен узрок, он није могао да утврди ни директну повезаност између узрока (етиолошких фактора) и болести. Тако су нпр. Срби, у паганском периоду своје историје веровали да се човек разболи од беснила када у њега уђе злодух „Бес“, или да болест настаје када у човека уђе демон, или Зао дух. Или кад се на њега окоми вампир вештица, зла вила и речни дух или, вукодлак. Потврду о таквом схватању натприродних узрока болести имамо у врло раширеном веровању српског народа да је свака болест, од бога, да је тако „суђено“ или „записано“, те да заразне и друге теже болести долазе „ветром“ (куга, колера, богиње итд.)
Веома често је српски народ је у народној медицини и фармацији користио називе демонских животиња тј различите називе за болести давао је према имена извесних животиња (жаба, гуштер, вук, јарац, коза, рак итд). Понекад је болест носила животињске име на основу њене сличности са болним осећања болесника и извесних симпптома болести које су уочљиво код именованих животиња, нпр., изједање (црв), глодање (рак), уједање (мрави), убадање (паук), а то је случај са болестима, које се зову: црв, рак, мрави, паук.
Основни принципи српске анимистичке медицине
Пошто су узрочници болести неке више силе, природно је да они могу да се уклоне такође само неким другим вишим демонским силама, па отуда у циљу лечења српски народ је прибегавало врачању, бајању, чарању, као најуспјешнијим методама за оздрављење.
У овом периоду, а и доста касније у позном средњем и новом веку Срби су сматрали да се речима и поступцима може утицати на етиолошке фалторе болести (узрочност у природи). Зато су лечење заснивали на ритуалима и техникама чији је циљ био да се умилостиве духови – аниме, зли дуси који угрожавају здравље и живот.
Лечење болесног се по тим начелима заснивало на „белој и црној магији“. Ритуално магијским радњама „беле магије“ призивами су добри духови да помогну у лечењу болести а ритуалним магијским радњама - „црне магије“, да истерају зле духове из болесника. У ту сврху најчешће су се користиле молитве против ђавоље работе, напасти вилинске, против нечастих духова, против завадљиваца и урока, код болести срца, против мора, чини и вештица, за лучење млека, или против рањавања стрелом или мачем.

### Теургијска медицина
Теургија (чин, чаролија, способност чињења чуда, видовитост), своје принципе лечења заснивала је на упражњавају молитве помоћу којих се покушавало заштитити здравље или постићи излечење болести.
Народ је вековима придавао значај сили излечења коју су поседовали поједини свеци (магијским комуницирањем са Богом) који су тако постали помоћници којима су се верници утицали на специфичне болести или тегоба. С једне стране се то се може обијаснити теургијским принципима, по којима је болест везана уз трансцендентално, а са друге чињеницом да против многих болести није било ефикасног лека ни лекара да помогне. Временом су тако неки свеци-заштитници, постали „специјалисти“ које је народ призивао или уско везовао уз одређене болести. Тако се нпр. св. Вид сматрао заштитником од очних болести. Популарности светаца доприносиле су молитве, народне изреке, али и заветне цркве и капеле са иконографским приказима на њиховим олтарима.
У теургијској медицини посебно је био цењен наменски исписан (преписан) текст или запис, дотеран, украшен или аранжиран према посебним правилима, који се стално носи са собом. Запис има далеко већу снагу од речи или молитве која се изговори наглас или усеби. Он са материјалном подлогом на којој се налази, зависно о знању и вештини аутора, често представља и уметничко дело према којем власник има посебан однос. Делотворне моћи таквих записа и веровање у њихов учинак, систематизација знања о мистичним својствима слова која се штампају, појединачно, у речима или целим реченичнима, представљају један од феномен или облик народне или теургијске медицине. Уопштено гледано може се рећи да било који текст надахнут односом човека према светом тексту, има свој теургијски смисао и циљ.

### Етномедицина или народна медицина
Сиромашан српски народ у преднемањичком раздобљу, лишен лекара и апотекара, сналазио како је знао и умео. Највише су га лечили народни лекари и апотекари, и велика количина разноврсног лековитог биља које успева у српским крајевима. То је условило снажан развој народне фармације која је ухватило дубок корен у српском народу. Као главни конкуренти црквеним лекарима, тео-зофима и теолозима који су се сматрали чуварима хришћанског морала народни лекари и апотекари били су традицијом "образовани" људи из сеоског друштва (народни лекари) који су преносили са колена на колено знање о природним процесима, људској и животињској анатомији, старим обичајима и ритуалима и начинима борбе са болешћу и другим проблемима, а које је било дубоко укорењено у свести и поштовању ширег, неуког и неписменог становниства.
Тако је настала српска етномедицина или народна медицина као скуп искустава и њихове практичне примена на очувању здравља, продужењу живота, спречавању и лечењу болести које је сам народ открио. Ова знања су стицана искуством и преносила су се са поколења на поколење, прво усменим, а потом и писменим путем. То је искуствена, емпиријска медицина, до извесне мере и стручна, али често прожета мистиком, сујеверјем, и конзервативним идејама, што је давало простора да се у оквиру ње инфилтрира магија, надрилекарство, шарлатанство које је понекад народу било тешко одвојити једно од других.
Многи појединци разних занимања бавили су се „лекарским и апотекарским“ послом. Они су обично стечена знање чували у појединим породицама, и тако их наслеђивали. У прво време већином су то биле старије жене, које су знале да сакупљају лековито биље, да га кувају и од њега припремају лек за поједине болести, или мелем за лечење рана.
Пошто народ није имао материјалних могућности да се лечи од стручних лекара, којих реално гледајући није ни било, народна медицина и фармација одиграла веома важну улогу у свим историјским периодима средњовековне српске државе, као и за време турске владавине.
У српској народној медицини биљни свет је играо важну улогу не само у лечењу болести већ и у изазивању „биљне опојности“ и „стања заноса“, које су се не тако често завршавала и смрћу (тровањем). За народне лекаре свака трава је за нешто добра (за неку болест), а биљке су у народу биле цењене и због њихових карактеристика или непосредног утицаја на живот или смрт, што је код примитивних особа било отелотворење више силе. Отуда почиње и широко интересовања и љубав према вегетацији, припадника народне медицине али простог човека.
Као и код многих других народа тако и код српског народа постоји веровање да се душа умрлога смешта у вегетацију - у дрво и уласком душе у дрво, оно уједно прима извесне људске особине. Схватање о вегетацији, односно дрвету као седишту умрлог, ствара у њему уједно и представу о дрвету, односно вегетацији као извору живота.
Обожавање дрвета заузима значајно поглавље у митологији и историји српске народне медицине која је била у узајамној вези са религијом. Тако су настале букве, храстови и липе, са записима на овим дрветима за време ношења крстоноша у одређеним празницима. Затим култ „бадњака“, који се и додас задржао у срском народу, и други слични обреди око дрвета, заправо су видне симболи обожавања вегетације.
Многи пагански празници старих Словена (који су знатно касније претворени у хришћанске), везани су за култ вегетације: Ивањско плетење венаца од пољског цвећа, Ђурђевдански обичаји са сличним венцима и брањем трава, духовни празници са кићењем кућа лиснатим грањем „биљани петак“ и брањем лековитих трава и други празници везани за обожавање вегетације, указују нам да је психа човека интимно била везана за вегетацију.
Свака биљка по записима и предању из нардоне медицине може човеку да донесе добро и зло, болест и смрт као зло. Божански дух у биљу може да одбрани човека од болести и смрти. Треба само добро познавати врсте биљака и искористити њихову снагу у заштити човека од болести тј. добро познавати којом се биљком може лечити болесна особа, а којом се може здрав човек заштити од болести. На том познавању стеченом кроз вишевековно искуство преношено „с колена на колено“ заснивала се и народна медицина српског народа.